# ساموئل گاسپاریان
ساموئل گاسپاریان (ارمنی: Սամուէլ Գասպարյան) وزنه‌بردار اهل ارمنستان است که در مسابقات قهرمانی وزنه‌برداری در مجموع برنده ۲ مدال طلا، ۳ مدال نقره و ۲ مدال برنز شده‌است.
در مسابقات قهرمانی وزنه‌برداری اروپا ۲۰۲۳ در ایروان موفق به کسب ۱ مدال طلا شد

## نتایج مهم
| سال                                                  | مکان                            | وزن                             | یک ضرب (ک‌گ)                     | یک ضرب (ک‌گ)                     | یک ضرب (ک‌گ)                     | یک ضرب (ک‌گ)                     | یک ضرب (ک‌گ)                     | دوضرب (ک‌گ)                      | دوضرب (ک‌گ)                      | دوضرب (ک‌گ)                      | دوضرب (ک‌گ)                      | دوضرب (ک‌گ)                      | مجموع                           | رتبه                            |
| سال                                                  | مکان                            | وزن                             | ۱                               | ۲                               | ۳                               | نتیجه                           | رتبه                            | ۱                               | ۲                               | ۳                               | نتیجه                           | رتبه                            | مجموع                           | رتبه                            |
| مسابقات قهرمانی وزنه‌برداری جهان                      | مسابقات قهرمانی وزنه‌برداری جهان | مسابقات قهرمانی وزنه‌برداری جهان | مسابقات قهرمانی وزنه‌برداری جهان | مسابقات قهرمانی وزنه‌برداری جهان | مسابقات قهرمانی وزنه‌برداری جهان | مسابقات قهرمانی وزنه‌برداری جهان | مسابقات قهرمانی وزنه‌برداری جهان | مسابقات قهرمانی وزنه‌برداری جهان | مسابقات قهرمانی وزنه‌برداری جهان | مسابقات قهرمانی وزنه‌برداری جهان | مسابقات قهرمانی وزنه‌برداری جهان | مسابقات قهرمانی وزنه‌برداری جهان | مسابقات قهرمانی وزنه‌برداری جهان | مسابقات قهرمانی وزنه‌برداری جهان |
| ---------------------------------------------------- | ------------------------------- | ------------------------------- | ------------------------------- | ------------------------------- | ------------------------------- | ------------------------------- | ------------------------------- | ------------------------------- | ------------------------------- | ------------------------------- | ------------------------------- | ------------------------------- | ------------------------------- | ------------------------------- |
| ۲۰۲۳                                                 | ریاض، عربستان سعودی             | ۱۰۲ ک‌گ                          | ۱۷۸                             | ۱۸۳                             | ۱۸۴                             | ۱۷۸                             | ۶                               | ۲۱۶                             | ۲۲۲                             | ۲۲۲                             | ۲۱۶                             | ۵                               | ۳۹۴                             | ۴                               |
| ۲۰۱۹                                                 | پاتایا، تایلند                  | -۱۰۲ ک‌گ                         | ۱۷۱                             | ۱۷۵                             | ۱۷۸                             | ۱۷۸                             | ۳                               | ۲۱۲                             | ۲۱۶                             | ۲۱۶                             | ۲۱۲                             | ۶                               | ۳۹۰                             | ۵                               |
| مسابقات قهرمانی وزنه‌برداری اروپا                     |                                 |                                 |                                 |                                 |                                 |                                 |                                 |                                 |                                 |                                 |                                 |                                 |                                 |                                 |
| ۲۰۲۲                                                 | تیرانا، آلبانی                  | ۱۰۲ ک‌گ                          | ۱۷۲                             | ۱۷۶                             | ۱۷۶                             | ۱۷۶                             | {{Bronze3}                      | ۲۰۸                             | ۲۱۱                             | ۲۱۴                             | '۲۱۴                            | 2                               | ۳۹۰                             | [ ۳ ]                           |
| ۲۰۲۱                                                 | مسکو، روسیه                     | ۱۰۲ ک‌گ                          | ۱۷۱                             | ۱۷۶                             | ۱۷۸                             | ۱۷۶                             | 2                               | ۲۰۹                             | ۲۱۴                             | -                               | ۲۱۴                             | 1                               | ۳۹۰                             | [ ۴ ]                           |
| ۲۰۱۹                                                 | باتومی، گرجستان                 | ۱۰۲ ک‌گ                          | ۱۶۸                             | ۱۶۸                             | ۱۶۸                             | ۱۶۸                             | ۵                               | ۲۰۹                             | ۲۱۶                             | ۲۱۷                             | ۲۰۹                             | ۲                               | ۳۷۷                             | [ ۵ ]                           |
| ۲۰۱۷                                                 | Split، کرواسی                   | ۱۰۵ ک‌گ                          | ۱۶۰                             | ۱۶۵                             | ۱۷۰                             | ۱۶۵                             | ۹                               | ۲۰۵                             | ۲۱۰                             | ۲۱۲                             | ۲۱۰                             | ۶                               | ۳۷۵                             | ۷                               |
| مسابقات قهرمانی جوانان جهان                          |                                 |                                 |                                 |                                 |                                 |                                 |                                 |                                 |                                 |                                 |                                 |                                 |                                 |                                 |
| ۲۰۱۷                                                 | توکیو، ژاپن                     | ۱۰۵ ک‌گ                          | ۱۶۰                             | ۱۶۰                             | ۱۶۵                             | ۱۶۰                             | ۶                               | ۲۰۰                             | ۲۰۵                             | ۲۱۰                             | ۲۰۵                             | ۲                               | ۳۶۵                             | [ ۷ ] [ ۸ ] [ ۹ ]               |
| ۲۰۱۶                                                 | تفلیس، گرجستان                  | ۹۴ ک‌گ                           | ۱۵۵                             | ۱۵۵                             | ۱۶۰                             | ۱۶۰                             | ۴                               | ۱۹۳                             | ۱۹۹                             | ۲۰۲                             | ۱۹۹                             | -                               | ۳۵۹                             | ۴                               |
| مسابقات قهرمانی وزنه‌برداری جوانان و زیر ۲۳ سال اروپا |                                 |                                 |                                 |                                 |                                 |                                 |                                 |                                 |                                 |                                 |                                 |                                 |                                 |                                 |
| ۲۰۱۹                                                 | بخارست، رومانی                  | -۱۰۹ ک‌گ                         | ۱۶۸                             | ۱۷۲                             | ۱۷۶                             | ۱۷۶                             | ۲                               | ۲۰۷                             | ۲۱۴                             | انصراف                          | ۲۱۴                             | ۱                               | ۳۹۰                             | 1                               |
| ۲۰۱۷                                                 | دراج، آلبانی                    | ۱۰۵ ک‌گ                          | ۱۶۲                             | ۱۶۲                             | ۱۶۷                             | ۱۶۷                             | ۳                               | ۲۰۲                             | ۲۰۷                             | ۲۱۱                             | ۲۰۷                             | ۱                               | ۳۷۴                             | [ ۱۲ ] [ ۱۳ ]                   |
| ۲۰۱۶                                                 | ایلات، اسرائیل                  | ۹۴ ک‌گ                           | ۱۵۰                             | ۱۵۰                             | ۱۵۰                             | ۱۵۰                             | ۴                               | ۱۹۰                             | ۱۹۴                             | ۱۹۶                             | ۱۹۶                             | ۲                               | ۳۴۶                             | [ ۱۴ ] [ ۱۵ ] [ ۱۶ ]            |
| ۲۰۱۵                                                 | کلایپدا، لیتوانی                | ۹۴ ک‌گ                           | ۱۵۰                             | ۱۵۵                             | ۱۵۷                             | ۱۵۵                             | ۱                               | ۱۸۵                             | ۱۹۰                             | ۱۹۵                             | ۱۹۵                             | ۳                               | ۳۵۰                             | [ ۱۷ ]                          |
| مسابقات قهرمانی وزنه‌برداری نوجوانان جهان             |                                 |                                 |                                 |                                 |                                 |                                 |                                 |                                 |                                 |                                 |                                 |                                 |                                 |                                 |
| ۲۰۱۳                                                 | تاشکند، ازبکستان                | ۷۷ ک‌گ                           | ۱۰۰                             | ۱۰۵                             | ۱۰۷                             | ۱۰۷                             | ۲۴                              | ۱۳۵                             | ۱۴۱                             | ۱۴۵                             | ۱۴۵                             | ۱۲                              | ۲۵۹                             | ۱۸ (۱۹؟)                        |
| مسابقات قهرمانی وزنه‌برداری نوجوانان اروپا            |                                 |                                 |                                 |                                 |                                 |                                 |                                 |                                 |                                 |                                 |                                 |                                 |                                 |                                 |
| ۲۰۱۴                                                 | تسیخانوو، لهستان                | ۸۵ ک‌گ                           | ۱۲۰                             | ۱۲۵                             | ۱۳۰                             | ۱۳۰                             | ۲                               | ۱۶۰                             | ۱۶۵                             | ۱۷۲                             | ۱۶۵                             | ۲                               | ۲۹۵                             | ۲                               |